# انتحال (سرقة)
الانتحال أو السرقة الأدبية (بالإنجليزية: Plagiarism) أو هي ادعاء شخص صراحة أو ضمنيا بكتابة ما كتبه آخر أو النقل مما كتبه آخرون كلياً أو جزئياً بدون عزو أو اعتراف مناسب؛ أي باختصار العزو المزور أو إعطاء الانطباع بأنك كتبت ما كتبه غيرك. ويعد من أعمال النصب والاحتيال.
السرقة الأدبية أو الانتحال هي «تملك غير شرعي» و«سرقة ونشر» للغة أو أفكار أو عبارات مؤلف آخر، وادعاء بأنها هي عمله الأصلي وتظل السرقة الأدبية معضلة مع عدم وضوح تعريفاتها وقوانينها.
السرقة الأدبية تعدّ غش أكاديمي وخرق في أخلاقيات الصحافة. تعرض السرقة الأدبية بفاعلها إلى العقوبات مثل الغرامات والحرمان وقد تصل إلى الفصل من الجامعة. مؤخرا تم اكتشاف حالات سرقة أدبية بشكل مبالغ فيه.
السرقة الأدبية ليست جريمة بحد ذاتها، ولكنها تعدّ انتهاكا لحقوق النشر والتأليف. تعدّ الصناعة والمجتمع الأكاديمي السرقة الأدبية جريمة أخلاقية. تتشابه السرقة الأدبية وانتهاك حقوق النشر والتأليف بدرجة كبيرة ولكنها ليست متكافئة، وهناك أشكال عديدة من السرقة الأدبية لا تمثل انتهاكا لحقوق النشر والتأليف، حيث أن انتهاك حقوق النشر محدد بقوانين وعقوبات وقد تصل إلى التحاكم إلى المحكمة، أما السرقة الأدبية لا تتعرض لعقوبات قانونية بل تتعرض لعقوبات من المؤسسات كالمجتمعات المهنية والتعليمية والمنشآت التجارية مثل شركات النشر.
السرقة الفكرية أو الأدبية: هي انتحال النص وعدم ذكر اسم الشخص والنسب للذات، وكثيرًا ما يحدث ذلك عبر المواقع التواصل الاجتماعي.

## الناحية القانونية
بالرغم من أن السرقة الأدبية تعدّ سرقة أو احتيالا في بعض المجالات، إلا أن هذا المفهوم ليس موجودا في المجال القانوني، مع أن استخدام عمل شخص آخر للحصول على درجة أكاديمية قد يتوافق مع أحد تعريفات الاحتيال من الناحية القانونية. لم تذكر السرقة الأدبية بشكل مخصوص في أي من التشريعات الحالية سواء الجنائية أو المدنية. بعض حالاتها قد تعامل كتنافس غير نزيه أو انتهاك لحقوق الكاتب الأصلي. زيادة المحتوى المتاح من الملكية الفكرية بسبب انتشار التكنولوجيا قد ساهم في زيادة الجدال حول ما إذا كان منتهكو حقوق النشر مجرمين أو لا. باختصار يطلب من الناس أن يتبعوا سياسة نسب كل عمل لصاحبه، إذا لم يكن هو صاحبه الأصلي.
السرقة الأدبية وانتهاك حقوق الطبع والنشر بالرغم من أنها قد تنطبق معا على بعض الأفعال، فهي تعدّ مفهومين مختلفين. ادعاء تملك مؤلفات الغير يعدّ سرقة أدبية سواء كانت المادة محمية بحقوق نشر أو لا. انتهاك حقوق النشر هو اعتداء على حق مالك حق النشر باستخدام المواد المحمية بحقوق نشر بدون إذن. وعلى العكس السرقة الأدبية تتعلق بتحسن سمعة المنتحل أو حصوله على درجة أكاديمية عن طريق نسب أعمال غيره له. بالتالي السرقة الأدبية تعدّ إهانة لجمهور المنتحل سواء كانوا قراء أو مستمعين أو معلمين.
أيضا تعدّ السرقة الأدبية إساءة أخلاقية ضد أي شخص قدم فائدة للمنتحل مقابل المحتوى الأصلي الذي يفترض منه أن يقدمه مثل الناشر لعمله أو رئيسه أو معلمه. في هذه الحالات تعدّ السرقة الأدبية خرقا في العقد مع المنتحل، أما إذا تم بعلمهم فيعدّ مخالفة مدنية.

## المجتمع الأكاديمي والصحافة
في المجتمع الأكاديمي تعدّ السرقة الأدبية من الطلاب أو الأستاذة أو الباحثين غشا أكاديميا، والمنتحل يلاقي استهجانا ونقدا أكاديميا وقد تصل عقوبته إلى الفصل. العديد من المؤسسات تستخدم برامج كشف السرقة الأدبية لكشف احتمالية السرقة وليردع الطلاب عنها. كثير من الجامعات من تتعامل مع مشكلة الأمانة الأكاديمية بتوجيههم توجيه شامل بتقديم مناهج لتعليم الكتابة وميثاق شرف واضح. يعلم طلاب الجامعة أن السرقة الأدبية فعل خاطئ، ولكن في كل سنة يحضر طلاب للجنة التأديب بسبب استعمالهم الخاطئ للمصادر في أعمالهم المدرسية. ومن ناحية أخرى ازداد في الآونة الأخيرة تهرب الطلاب والأكاديميين الذين لا يتحلون بالأخلاق الأكاديمية من برامج كشف السرقة عن طريق استبدال عدد من الكلمات بمفرداتها بشكل كاف لخداع البرامج. أقصى درجة من السرقة الأدبية هي أن يدفع الطالب المال مقابل قيام شخص آخر بعمله.
في الصحافة، تعدّ السرقة الأدبية خرقا في أخلاقيات الصحافة والصحفيين الذين يكتشف بأنهم قاموا بالسرقة تتخذ ضدهم إجراءات تأديبية تتراوح بين الإيقاف المؤقت أوإنهاء خدمتهم. بعض الصحفيين أو الأكاديمين الذين تم اكتشاف انتحالهم يدعون بأن سرقتهم كانت غير متعمدة بسبب فشلهم في توضيح الاقتباس أو في عدم ذكرهم المراجع بشكل مناسب. رغم أن تاريخ السرقة الأدبية يمتد إلى عدة قرون، فإن تطور الإنترنت وانتشار النصوص بشكل إلكتروني سهل نسخ أعمال الآخرين بشكل كبير.
اعتمادا على المستوى المتوقع تحقيقه من التعلم والإدراك والفهم، لو تم السماح بالسرقة الأدبية بشكل عادي في تسليم الأبحاث والأعمال الأكاديمية ستضعف أساس التعليم بشكل خطير.
بالنسبة للباحثين والأستاذة يعاقب السارق بعقوبات تتراوح بين الإيقاف إلى الفصل وإنهاء الخدمة مع فقدانهم للمصداقية والأمانة. الإدانة بالسرقة الأدبية تتم عن طريق اللجنة التأديبية الداخلية والتي وافق على قوانينها الطلاب والأساتذة. السرقة الأدبية هي سبب شائع لإعادة مراجعة الأوراق البحثية.

### المجتمع الأكاديمي
لا يوجد تعريف متفق عليه عالميا للسرقة الأدبية، على الرغم من ذلك سيتم ذكر عدد من التعاريف لتتضح الصفات المشتركة والشائعة في السرقة الأدبية.
عرف Bela Gipp السرقة الأدبية بأنها تشمل على «استخدام الأفكار، أو المفاهيم أو الكلمات أو التركيب بدون الاعتراف بالمصدر بشكل ملائم ليستفيد منها في حال يتوقع منه تقديم عمل أصلي وجديد».
التعريف الذي قدمه B. Gipp هو نسخة مختصرة من تعريف Teddi Fishman والذي يقترح 5 عناصر مميزة للسرقة الأدبية.
وفقا لتعريف Teddi Fishman السرقة الأدبية تحصل عندما يقوم شخص بأي من الأعمال التالية:
1. استخدام الكلمات أو الأفكار أو المنتجات.
2. منسوبة لشخص أو مصدر معين.
3. بدون نسبها إلى المصدر الذي حصل عليها منه.
4. في حال كان يتوقع منه تأليف عمل أصلي.
5. من أجل الحصول على منفعة أو سمعة أو للحصول على المنفعة المادية.
تختلف تعاريف السرقة الأدبية في وسط مؤسسات التعليم العالي والجامعات:
- ستانفورد تعرفها بـ «استخدم أعمال ومؤلفات بدون الاعتراف وذكر المصدر أو المؤلف سواء كان العمل برنامج أو معادلات أو أفكار أو لغة أو بحث أو إستراتيجية أو عمل أدبي أو أي شكل آخر»
- ترى Yale بأن السرقة الأدبية هي«... استخدام عمل الآخرين أو كلماتهم أو أفكارهم بدون إسنادها...» والذي يشمل «... استخدام لغة المصدر بدون اقتباس أو استخدام معلوماته بدون إسناد أو إعاد صياغة النص بشكل لا يختلف كثيرا عن النص الأصلي»
- Princeton توضح السرقة الأدبية بأنها «تعمد» استخدام «لغة شخص آخر أو أفكاره أو عمله الأصلي أو مواد أصلية أخرى بدون الاعتراف بالمصدر»
- Oxford College of Emory University تصف السرقة الأدبية بأنها استخدام «أفكار الكاتب أو صياغته بدون نسبها له»
- يعرف Brown السرقة الأدبية بأنها «... تملك أفكار شخص أو أفكار (منطوقة أو مكتوبة) بدون نسبها لمصدرها الصحيح».

وفقا لـ " The Reality and Solution of College Plagiarism" من قسم المعلومات الصحية لجامعة جامعة إلينوي في شيكاغو يوجد 10 أشكال أساسية للسرقة لأدبية التي يقوم بها الطلاب:
- تسليم عمل شخص آخر على أنه عملهم.
- نسخ مقاطع من أعمالهم السابقة بدون إضافة المرجع.
- إعادة كتابة عمل شخص آخر بدون ذكر المصدر.
- الاقتباس بدون ذكر المصدر.
- دمج أكثر من عمل من أكثر من مصدر بدون نسبها لمصدرها.
- ذكر مصادر بعض الفقرات وليس كل مايحتاج إضافة مصدر.
- دمج الأعمال المنسوبة لمصادرها مع التي لم تنسب في فقرة واحدة.
- نسب العمل لصاحبه بشكل صحيح ولكن يفشل في تغيير الكلمات وتركيب المؤلف بشكل صحيح.
- نسب الأعمال لمصادرها بشكل غير دقيق.
- الاعتماد بشكل كبير على أعمال الغير والفشل في تقديم محتوى جديد.

العقوبات على الطلبة
في المجتمع الأكاديمي تعدّ السرقة الأدبية مشكلة خطيرة وقد تعاقب بعقوبات مثل الرسوب في تكليف معين أو في المنهج كامل وقد تصل إلى الطرد من المؤسسة التعليمية. عادة، تزداد العقوبة كلما ارتفع تعليم الشخص. قد يتم تعديل شدة العقوبة إذا اتضح بأن الطالب لم يفهم بشكل كامل ماهية السرقة الأدبية. أوضحت دراسة في عام 2015 بأن طلاب الجدد على الجامعة لا يفهمون أساسيات ذكر المصادر في الأعمال الأكاديمية المكتوبة بالرغم من ثقتهم بفهمهم لها. نفس المجموعة من الطلاب كانت لهم نظرة لطيفة لطريقة تطبيق العقوبات على من قام بالسرقة.
في حالات تكرار السرقة الأدبية أو فداحتها مثل أن يقوموا بشراء التكليف، العقوبة المتوقعة هي الإيقاف أو الفصل. هناك اهتمام تاريخي بخصوص تباين العقوبات المطبقة على السرقة وفي عام 2008 صممت تعرفة للعقوبات للمؤسات التعليمية العليا في المملكة المتحدة في محاولة لتشجيع تحديد معايير العقوبات.
لتطبيق العقوبات، يجب أن تكتشف السرقة الأكاديمية أولا. نسبة كبيرة من معلمي الجامعات لا تستخدم برامج لكشفها مثل برامج مطابقة النصوص. ونسبة أقل أيضا تحاول كشف السرقة بقراءة البحث الفصلي للطلاب بنية كشف السرقة. رغم أن الطريقة الأخرى ليست فعالة في كشف السرقة خصوصا إذا كان يتعامل مع مصادر ليس معتادا عليها.
تعليم مفهوم السرقة الأدبية
بسبب العواقب الخطيرة التي تسببها السرقة للطلاب، كانت هناك مطالبات بضرورة تعليمها لهم لمساعدتهم على تجنبها. تزداد أهميتها عندما ينتقل الطلاب من مؤسسة تعليمية لأخرى لها رؤوية مختلفة في موضوع السرقة الأدبية. باعتبار خطورة تهمة السرقة الأدبية على الطلاب، يفترض تعليمها للطلاب قبل تعليمهم المناهج التي يريدون تعليمها. يشمل ذلك تعلميها للطاقم الأكاديمي الذي قد يجهل ما الذي يتوقع من طلابهم وعواقب مخالفتهم له.
عوامل تؤثر على عزم الطلاب على السرقة الأدبية
العديد من الدراسات بحثت عن العوامل التي تؤثر في قرارات الطلاب وعزمهم على السرقة. دراسة قامت بمراقبة سلوكيات طلاب من جامعات ألمانية اكتشفوا أن التسويف سبب من أسباب السرقة الأدبية واستطاعوا التنبؤ بالسرقة في الستة أشهر التالية للتسويف. يتحجج البعض بأن السرقة الأدبية هي محاولة من الطلاب للتغلب على العلامات المنخفضة نتيجة التسويف. دراسة أخرى وجدت أن الطلاب يسرقون بشكل أكثر إذا سنحت لهم الفرصة وشعروا بأن السرقة أكثر فائدة من قيامهم بعملهم. ستقل نسبة السرقة لو علم الطلاب بأن هناك عقوبات أقوى تنتظرهم واعتقدوا بالأعراف الاجتماعية بأن السرقة الأدبية غير مقبولة.
طرق لتجنب السرقة الأدبية:
التخطيط لكتابة ورقتك العلمية:
- استشر معلمك.
- خطط للكتابة.
- سجل ملاحظات فعالة.

كتابة ورقتك العلمية:
- إذا شككت هل تذكر المصدر أو لا فاذكره.
- اكتب القائل ووضحه مع توضيح ما قاله بشكل صريح.
- تعلم كيف تعيد صياغة النص بشكل صحيح.
- حلل وقيم مصادرك.

## أنواع الانتحال العلمي
1. الاستنساخ: ويتم فيه تقديم عمل الآخرين بكامله على أنه عمل للفرد.
2. النسخ: ويتم فيه نسخ أجزاء كبيرة من مصدر محدد دون ذكر المصدر.
3. الاستبدال: ويتم فيه نسخ قطعة نصية بعد تغيير بعض الكلمات الرئيسية مع الحفاظ على المعلومات الأساسية للمصدر وعدم الإشارة إليه.
4. المزج: وفيه يتم مزج أجزاء من مصادر عديدة دون ذكرها.
5. التكرار: نسخ من كتابات الفرد السابقة دون ذكرها.
6. المزيج: دمج مقاطع نصية ذُكر مصدرها بشكل صحيح من مقاطع أخرى لم يذكر مصدرها.

## خطوات لتقليل احتمال حدوث الانتحال العلمي
ولمنع حدوث الانتحال تذكر دائما أن تأتي بأفكارك الأصلية الخاصة في أبحاثك وأوراق العمل التي تقدمها مع الإشارة إلى العمل الذي عمله الآخرون. وهذه بعض الخطوات لتقليل الانتحال في البحوث والأوراق البحثية:
- التخطيط الجيد للبحث: التخطيط للبحث بشكل جيد هو الخطوة المهمة الأولى التي يمكنك اتخاذها نحو منع الانتحال، وإذا كنت تنوي استخدام مصادر للمعلومات فإنك تحتاج إلى خطة لإدراجها في عملك.
- التلخيص الجيد: إن من أفضل الطرق لإعداد ورقة بحثية تدوين ملاحظات شاملة لجميع المصادر؛ بحيث يكون لديك كثير من المعلومات المنظمة قبل أن تبدأ الكتابة. وتساعد هذه الملاحظات على التقليل من الاستشهاد غير اللائق، وعليك أن تتأكد من تمييز أفكارك بوضوح من المعلومة التي وجدتها في مكان آخر.
- عند الشك اذكر المصدر: إذا رغبت في إبراز أفكارك بحيث لا يظن الآخرون أنها أفكار غيرك ولكن اختلطت عليك آراؤك بآراء أخرى أجريت تعديلات عليها فإن عليك أن تذكر المصدر دائما.
- معرفة أسلوب إعادة الصياغة: وتعني إعادة صياغة أفكار الآخرين بأسلوبك الخاص وتذكر أن تغيير بعض الكلمات من الجمل الأصلية لا يعني أن إعادة صياغتك أصبحت مشروعة، لذا يجب عليك تغيير كل من الكلمات والبناء الأصلي للجملة دون تغيير المعنى .[4]